# William John Macleay
William John Macleay est un naturaliste, un entomologiste et un homme politique australien d'origine écossaise, né le 13 juin 1820 à Wick en Écosse et mort le 7 décembre 1891.

## Biographie
Il est le neveu d'Alexander Macleay (1767-1848), naturaliste, et le cousin de William Sharp Macleay (1792-1865), naturaliste et philosophe, dont il hérite de ses collections.
Il commence des études de médecine à Édimbourg mais la mort de sa mère en 1838 l'incite à partir pour l'Australie avec son cousin, William Sharp Macleay. Ils arrivent à Sydney en mars 1839. Il obtient alors de la terre près de Goulburn. Malgré les difficultés que rencontrent les colons, son exploitation, en 1855, est plutôt florissante.
Il commence à faire de la politique à partir de cette période et il milite, notamment, pour l'extension des lignes de voies ferrées. Ses activités ne lui laissent guère le temps de s'adonner aux sciences naturelles. Il avait commencé depuis longtemps une collection d'insectes qui prend, à partir de 1861, un essor considérable. Il est à l'origine, en avril 1862, de la création d'une société locale d'entomologie qu'il dirige pendant deux ans.
Il publie de nombreux articles sur l'entomofaune de sa région et finance les activités de la société. En 1874, il décide d'étendre les activités de cette société pour la transformer en Société linnéenne de Nouvelle-Galles du Sud, elle a aussi pour but d'offrir un cadre à la conservation des collections de son cousin. En mai 1875, il explore la Nouvelle-Guinée d'où il rapporte une très importante collection zoologique.
Il se consacre alors à l'expansion de la Société. Mais tous les livres et une partie du matériel scientifique sont détruits lors d'un incendie en septembre 1882. La bibliothèque est peu à peu reconstituée et, en 1886 Macleay fait bâtir un bâtiment pour l'abriter.
Il fait paraître en 1881 sa Descriptive Catalogue of Australian Fishes. En 1884, en même temps qu'un supplément à ce catalogue, Census of Australian Snakes. Il entreprend un catalogue des diptères australiens, mais sa santé l'empêche de conduire ce projet jusqu'au bout. Souffrant de fièvre typhoïde, il offre 12 000 livres à l'université de Sydney pour la création d'une chaire de bactériologie.
Il est anobli en 1889. En 1890, le gouvernement offre l'un des bâtiments de l'université pour recevoir la collection de Macleay.